# Вірмено-грузинська війна
Вірмено-грузинська війна — швидкоплинний збройний конфлікт між Демократичною Республікою Вірменія та Грузинською Демократичною Республікою, що утворилися в Закавказзі після розпаду Російської імперії, за прикордонні території обох республік Лорі і Квемо Картлі на Вірменському нагір'ї.

## Передумови

### Політична обстановка
У березні 1918 року радянська Росія підписала Берестейський мир у відповідності до положень якого Османська імперія повертала собі території, якими поступилась Російській імперії після війни 1877—1878 року. Однак, на той час ці землі не були вже під юрисдикцією Росії, ними колегіально управляв Закавказький сейм, куди входили грузинські, вірменські та азербайджанські депутати. У березні-квітні 1918 року на Трапезундських переговорах між представниками Закавказького Сейму та Османською імперією, які проходили в османському місті Трабзон, була спроба вирішити нагальні проблеми та в мирний спосіб врегулювати територіальні суперечки, що виникли між сторонами конфлікту після завершення Першої світової війни та розпаду Російської імперії. Однак, турецьке командування, незадовільне ходом ведення переговорів, розпочало військові дії.
1 квітня турки без бою зайняли Батум, захопивши в полон частину грузинських військ, що його обороняли. Стало відомо, що до турків приєднались мусульмани Аджарії та Ахалцихе. Грузинські частини були змушені під тиском регулярної турецької армії відступати, навіть коли турки зайняли грузинські території — Гурію й Озургеті — та вийшли на підступи до Карсу.
Тоді Грузія і Вірменія звернулись про допомогу до Німеччини: союзника Туреччини. Німці наказали союзній Туреччині визнати незалежними державами. Врешті-решт під тиском загрози знищення слабкої незалежності влада усіх трьох закавказьких республік сіла за стіл переговорів та 4 червня 1918 року Грузія, Вірменія й Азербайджан підписали Батумську угоду. За положеннями мирного договору Туреччині, крім Карської, Батумської областей та Ардаганского округу, відходили: від Грузії Ахалкалакський повіт і частина Ахалцихського повіту; від Вірменії Сурмалінський повіт і частини Александропольського, Шарурського, Ечміадзинського і Ериванського повітів. Турецькі війська отримали право безперешкодних залізничних перевезень.

### Загострення
Але, восени 1918 року, після програшу у війні та капітуляції Німеччини на Західному фронті, Османська імперія відступила з частини окупованих нею територій. 18 жовтня 1918 року вірменські війська негайно відреагували на зміну ситуації, взявши під контроль південну частину Лорі. Не зустрівши опору з боку грузинських військ вони продовжили просування на північ.
18 жовтня сталась перша збройна сутичка між вірменськими та грузинськими підрозділами за залізничну станцію Кобер поблизу сучасного Туманяна. На допомогу місцевій прикордонній стражі прибули два бронепотяги та підрозділ у 250 бійців, що примусили вірмен відступити від Кобера. 25-27 жовтня зав'язались епізодичні сутички між протиборчими сторонами. Але, вже 27 жовтня вірменська сторона відвела свої війська з двох захоплених сіл та відступила на південь.

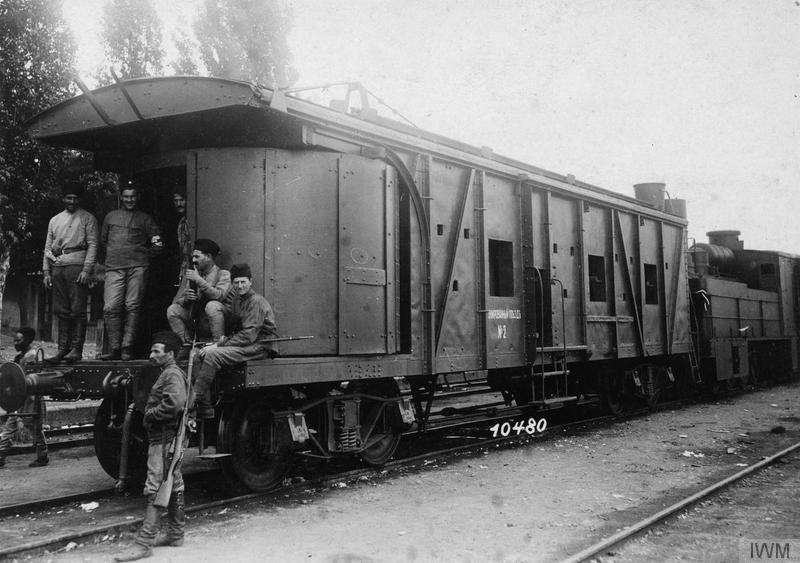
Грузинський бронепотяг. 1918

### Спроби врегулювання
Після колапсу Османської імперії та відведення її військ з Південного Кавказу в прикордонних областях регіону утворився «вакуум влади». Спроби Грузії врегулювати спірні моменти стосовно кордонів результатів не дали. Організована в листопаді 1918 року в Тіфлісі конференція зокрема порушувала питання делімітацію границь. Однак, якщо грузинська сторона наполягала на тому, що розмежування кордонів повинно проходити на основі старих рубежів, по кордонах губерній Російської імперії, то вірменська сторона відстоювала думку, що кордони мають пролягати за принципами етнічної композиції регіону або за історичними традиціями між цими двома державами. Тіфліська конференція мала розпочатися 10 листопада, проте, на ній були присутні тільки офіційні делегації Азербайджанської Демократичної Республіки та Республіки Горців Кавказу. Вірменський уряд неодноразово інформував про обставини свого неприбуття на переговори, мотивуючи ці різними причинами, і грузинська сторона декілька разів переносила обговорення цих важливих питань. 5 грудня грузинська місія на чолі з Симоном Мдівані виїхала з Єревана.

## Збройний конфлікт

### Перші бої
5 грудня 1918 року в селі Узунлар (зараз Одзун, де знаходиться монастир Одзун) роздратований натовп вірменських селян напав на солдатів, у результаті сутички загинув грузинський солдат. Потім вірмени оточили гарнізон у селі, взяли його в полон і роззброїли. Грузини наполягали на тому, що серед натовпу були перевдягнуті вірменські солдати 4-го піхотного полку, які спровокували конфлікт і бійку. З боку вірменської сторони лунали звинувачення, що грузинські солдати вели себе нахабно стосовно селян і були винні в розпалюванні сутички.

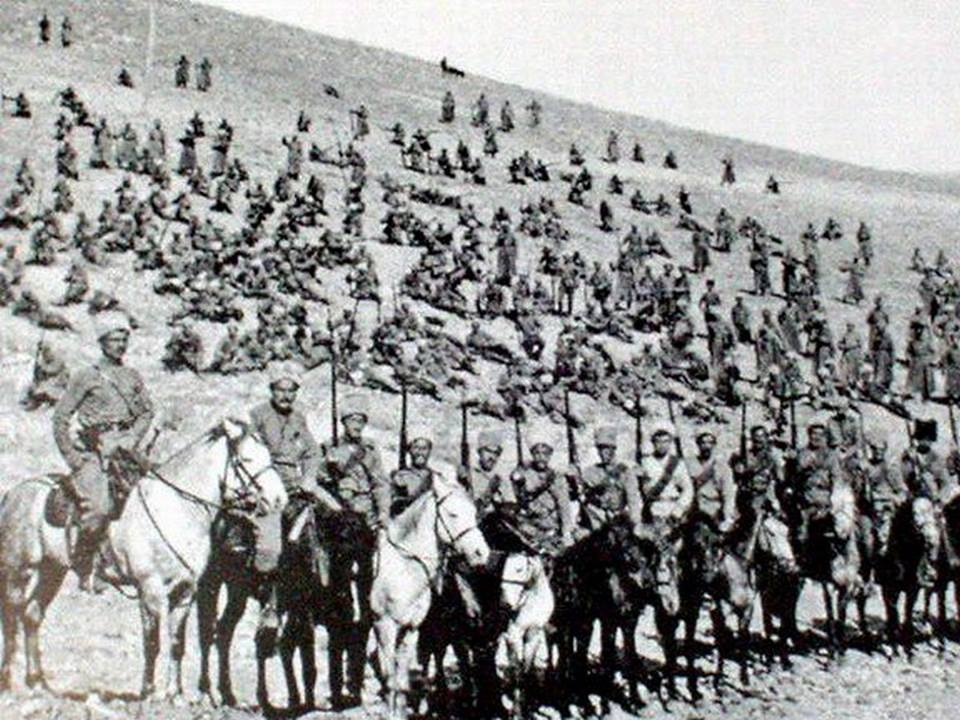
Вірменські війська. 1918

9 грудня грузинський генерал В.Цулукідзе відправив в Узунлар озброєний загін з 200 вояків для придушення протесту. Загін наткнувся на великі сили регулярної вірменської армії і відступив до Санаїна. Цулукідзе не знав, що війна вже почалася. Він запросив із Тбілісі одну роту, а тим часом вірменська армія чисельністю близько 4 000 осіб оточила Санаїн і почала обстріл міста.
Одночасно вірменська армія підійшла до Алаверді і зайняла висоти навколо міста. Вірмени пошкодили залізницю між Алаверді та Санаїном, заблокувавши в Санаїні грузинський бронепотяг. Грузинські загони в Санаїні і Алаверді виявилися фактично оточені переважаючими силами противника.
В.Цулукідзе під прикриттям артилерійського вогню заблокованого бронепотягу під тиском вірменських військ відступив до Алаверді. 12 грудня до району боїв підійшли грузинські формування, які влаштували оборону на висотах, що панують над Алаверді. Разом з цим, близько 60 грузинських солдатів залишались заблокованими між двох сіл і тримали кругову оборону. Грузинська армія спробувала врятувати оточений у Санаїні загін, але спроба зірвалася. Загін з 60 чоловіків продовжував утримувати Санаїн, а основні сили, 600 чоловіків за підтримки декількох гармат та мінометів, трималися в Алаверді. Санаїнський бронепотяг був втрачений. В.Цулукідзе зрозумів, що не зможе втриматися при співвідношенні сил 1:7 і 14 числа вирішив прориватися в Садахло.
Поступово ситуація по всій лінії протистояння сторін загострювалась: незабаром утворились ще дві зони бойових дій: одна — в районі Воронцовка — Прівольноє, друга — ще західніше — в Ахалкалакському повіті.

### Вірменський наступ
12-14 грудня в трикутнику Олександрівка-Воронцовка-Прівольноє розгорнулися важкі і кровопролитні бої між грузинськими прикордонниками і вірменськими військам, що вторглися з двох сторін через Кам'янку (з району сіл Джелал-Огли і Котур-Булаг). Парадоксально, але вже після початку активних бойових дій, 12 грудня, гвардійська частина з Воронцівки була відкликана в Тифліс для участі у військовому параді на честь 1-ї річниці Національної гвардії. Головною ударною силою вірмен в напрямку Воронцівки і Привільного був 5-й вірменський стрілецький полк під командуванням полковника Тер-Нікогосова. До нього були додані загони з місцевого населення, і невдовзі вірменське угруповання нараховувало понад 6 500 воїнів регулярних військ та декілька тисяч озброєних вояків місцевого ополчення.
Вранці 14 грудня силами близько 500—600 багнетів з двох напрямків розпочався штурм села Воронцовка. Завзятий бій йшов протягом декількох годин. Грузинська артилерія вела вогонь впритул, але наступаючі вірменські війська отримали підкріплення у вигляді кавалерійської частини, і грузинські війська, втративши понад 100 осіб загиблими, почали відходити. Однак бронепотяг, який прикривав відступ, зазнав аварії між станціями Ахпат і Ахтала і загін, що знаходився в ньому був змушений у пішому строю з боєм пробиватися до Ахтали. У Ахтале, де цей загін протягом трьох днів тримав оборону, до нього приєдналися цивільні біженці — персонал залізничних станцій Алаверді, Санаїн і Ахпат із сім'ями.
До вечора 14 грудня вірменські війська опанували майже усі населені пункти в трикутнику Олександрівка-Воронцовка-Прівольноє, зокрема Санаїн і Алаверді. Лівий фланг вірменської армії під командуванням полковників Ніколосова та Королькова широким маневром обійшли війська противника, оточили грузинські частини в Айрумі й 18 грудня опанували місто. В ході дводенного бою за Айрум частини 5-го і 6-го грузинських полків, втративши понад п'ятсот чоловіків убитими, пораненими і полоненими, а також кинувши напризволяще 25 кулеметів і 2 гармати, ледве вирвалися з оточення.
До вечора 19 грудня залишки грузинських військ на цьому напрямку відійшли до Катаріненфельду, а вірменські авангарди, котрі їх переслідували досягли річки Машавера.
18 грудня в Грузії оголошена загальна мобілізація. Того ж дня зведений загін генерала В.Цулукідзе (близько 200 чоловіків, не рахуючи хворих і поранених) закріпився на передгір'ях навколо села і станції Садахло, де перейшов до позиційної оборони. Невдовзі станція була атакована вірменськими силами, але безуспішно. Після першого невдалого штурму Садахло вірменські частини обійшли його з флангу і вранці 19 грудня увійшли в Шулавері. В Шулавері і навколишніх вірменських селах була оголошена мобілізація всіх чоловіків призовного віку для проведення нової атаки на станцію Садахло. 20 грудня після артилерійської підготовки вірмени перейшли в наступ, зайнявши залізничну станцію Ашага-Сераль і, в такій спосіб відрізали Садахло від Тіфліса. 22 грудня була проведена ще одна атака: вірменські частини увійшли в Садахло, але були вибиті грузинської піхотою і бронепотягом.
23 грудня Цулукідзе приймає рішення з боєм пробиватися на північ. За допомогою вогню артилерії і бронепотягу, його загону вдається прорвати кільце і вийти на лінію Байтало — Улашло — Качагані. До цього моменту вірменські війська в Борчалу впритул підійшли до річки Храмі, яку уряд Демократичної Республіки Вірменія вважав кордоном Вірменії. У Ахалкалакському ж повіті війська сторін розташовувалися уздовж розмежувальної лінії, на якій наполягала Грузія (уздовж адміністративного кордону Тіфліської і Еріванської губерній).
Положення для грузинської армії на фронті було катастрофічне, вірменські збройні сили протягом двох тижнів військових дій захопили в полон до 1 000 грузинських солдатів і до 100 офіцерів, захоплено було в вигляді трофеїв: 3 броньованих потяги, 16 гармат, 35 кулеметів, понад десятка потягів, сотні вагонів тощо.

### Катаріненфельдський бій
У другій половині грудня одночасно з проведеними в Тифлісі і Каракліс переговорами про мир в районі німецької колонії Катаріненфельд точилися запеклі бої. У самому Катаріненфельді знаходився підрозділ грузинської Національної гвардії. А південніше за них у селі Болнісі-Хачен розташовувалися вірменські війська, а також озброєні повстанці з числа місцевих вірмен. І хоча цей напрямок не було головним, але тим не менш, вірменські частини на цьому напрямку становили загрозу столиці Грузії. Таким чином, Катаріненфельд ставав стратегічно важливим пунктом на шляху вірменських частин у бік Тифліса.
На світанку 19 грудня грузинські частини в числі близько 600 багнетів під командуванням Джугелі В. прибули до Катаріненфельда, де розташувались на відпочинок, не знаючи про те, що війська противника зосереджені неподалік. Грузинські офіцери проявили непередбачуваність та слабку організованість і вже вночі їхні позиції зненацька атакували вірменські частини, які шляхом зухвалої атаки захопили в грузин артилерію (8 гармат) і, розташувавши кулемети у високих будинках селища, на світанку, відкрили вогонь по грузинах впритул. Проте, практично здобута перемога вірмен була зірвана багато в чому завдяки знаходженню на місці командувача грузинської гвардією Джугелі — людини необережної, але хороброї — початковий рейвах вдалося подолати, після чого грузинські гвардійці й солдати в рукопашному бою ліквідували вірменські кулеметні точки, а потім повернули контроль над усім селищем і відбили у вірмен свою артилерію. Відступаючі вірменські частини були атаковані і розсіяні грузинською кіннотою під командуванням полковника Какуці Чолокашвілі.
У результаті бою загальні втрати грузинських частин склали близько 30 чоловіків загиблими та 70 пораненими. Вірменські втрати — близько 100 убитими і стільки ж полоненими.
19—20 грудня Катаріненфельдське угруповання грузинських військ отримало підкріплення і почало готувати атаку в північному напрямку — на Дагет і Самшвілде — з метою забезпечення свого тилу. Вранці 21 грудня почався наступ і тривав до 25 грудня, коли з запеклими боями грузини взяли село Дагет-Хачін і встановили контроль над усією зоною північніше Катаріненфельда.
Після взяття Дагет-Хачіна грузинські війська почали підготовку до наступу в південному напрямку — на Болнісі-Хачін. Для цього було виділено 8 гармат, 33 кулемети і до тисячі багнетів. Цих сил виявилося недостатньо, і наступ 30 грудня був вірменами відбитий. У ніч на 31 грудня грузинські війська отримали підкріплення, крім іншого кінну батарею гірської артилерії, і 31 грудня, після запеклого бою Болнісі-Хачін був узятий грузинськими військами. Залишки розбитих вірменських військ почали відступ на південь через практично незаселену зону в сторону Воронцівки.

### Бої на Шулаверському напрямку
До 22 грудня на основному — Шулаверському — напрямку вірменські війська максимально просунулися в бік Тифліса, дійшовши до річки Храмі. Після того як 23 грудня частини під командуванням генерала В.Цулукідзе, прорвавши оточення, відійшли з Садахло, під вірменським контролем фактично виявилася вся спірна територія Борчалінського повіту, виключаючи колонію Катаріненфельд.
24 грудня головнокомандувач усіма вірменськими військами на Борчалінському напрямку генерал «Дро» (Канаян Д. М.) послав грузинському командуванню ультиматум із загрозами захопити грузинську столицю, на що уряд Грузії відповів відмовою вірменському генералу. Одночасно, не гаючи часу, грузинське командування почало створювати передумови для переходу до наступальної фази бойових дій.
Вже вранці 24 грудня грузинська кавалерія за вогневої підтримки бронепотяга перетнула Храмі і відбила станцію Ашага-Сераль, а за декілька годин перейшли слідом річку частини грузинської піхоти, які зайняли село Малі Шулавері і залізничний міст у селі Імир. У той же день один батальйон грузинської армії зайняв висоту, що відокремлювала Ашага-Сераль від Шулавері.
Бачачи такий перебіг подій, вірмени відреагували і почали негайно перекидати практично всі наявні сили на оборону Шулавері. В Шулавері і в навколишніх селах полковником вірменської армії Корольковим була оголошена мобілізація місцевого вірменського населення.
Тим часом на станцію Сандарам почали підходити ешелони з підкріпленнями для грузинської армії: спершу батальйони з Кахетії, а потім — із Західної Грузії (загальною чисельністю до тисячі багнетів). Безпосередня загроза для Тифліса минула, і грузинське командування приступило до планування контрнаступу, основним елементом якого повинна була стати операція по поверненню Шулавері і знищення розташованого там основного угруповання вірменської армії.
Для взяття Шулавері грузинські війська здійснили фланговий обхід вірменських позицій, і до 25 грудня грузинський батальйон гвардії і батарея артилерії були перекинуті на захід, до села Сарачло, в якій жили азербайджанці, що ворогували з вірменами. В ході боїв за Сарачло грузинами застосовувалась артилерія, а гвардійський батальйон тим часом узяв пануючу висоту на північ від Шулавері, та вперше в історії грузинських збройних сил (і взагалі національних збройних сил всіх кавказьких держав) була використана бойова авіація: два грузинських аероплани скинули бомби на вірменські позиції поблизу Шулавері.
Однак запланований грузинським командуванням на 26 грудня штурм міста не відбувся через недисциплінованість грузинського гвардійського підрозділу. На наступний день 27 грудня грузини спробували взяти місто ударом у лоба, але і цей штурм був відбитий вірменами.
Врешті-решт о 12 годині дня 28 грудня почався вирішальний бій за Шулавері. Після двогодинної артилерійської підготовки грузинські війська чисельністю близько 3 500 чоловіків, розгорнуті по фронту довжиною в 10 кілометрів, пішли в загальний наступ. У ході запеклого бою вірменські частини кілька разів провели безуспішні контратаки, але до вечора того ж дня грузинам вдалося захопити висоти на схід від Шулавері і «нависнути» над містом.
Вранці 29 грудня грузинська офіцерська частина увійшла в Шулавері. Вірмени відступили на південь — частково через село Сіоні, частково — виходячи з ущелини до лінії залізниці, однак були атаковані грузинською кіннотою і розсіяні.
Грузинський наступ на південь вздовж залізничного перегону Ашага-Сераль—Садахло тривав протягом доби, поки, нарешті станція Садахло не була взята вранці 30 грудня одночасно із селом Ламбало двома колонами, які наступали по обох берегах річки Дебед.
Грузинське командування не було вчасно поінформовано своїм урядом про заплановане припинення вогню о 24 годині 31 грудня і планувало на 1 січня завдати удару по противнику. Вірменське командування, точно знаючи тимчасові рамки ведення бойових дій, почало 30 грудня концентрувати відступаючі з Садахло частини і резерви, котрі прибували з тилу, в районі станції Айрум, в сторону хребта Ламбало.
Грузини почали відводити основні сили від Садахло на захід, до району Сіоні-Опріті, з тим щоб згодом перейти Локський хребет, а вірменське командування, знаючи, що 31 грудня — останній день можливих бойових операцій, готувалося до взяття Садахло. Атака почалася 31 грудня вранці. Вірменські частини наступали з Айрума двома колонами — по обох берегах Дебед. Ліва колона штурмувала село і станцію Садахло, а права — село Ламбало і гору Тана-Даг. Лівій колоні після багатогодинного бою не вдалося взяти Садахло, права колона діяла успішніше і зайняла село Ламбало.
До 00 годин 1 січня 1919 року всі бойові дії були припинені, і в Каракілісі під патронажем британців і французів почалися мирні переговори, в яких брали участь воєначальники обох армій. Потім переговори були перенесені в Тифліс.

## Підсумки та наслідки війни
Чотиритижневий збройний конфлікт між двома республіками коштував їм декількох тисяч життів, завдав значних матеріальних збитків і серйозно ускладнив відносини між країнами, які й без того перебували у непростому стані. Жодна зі сторін конфлікту, які підписали договір 17 грудня, не залишилася задоволеною його умовами.
Була створена нейтральна зона, північною межею якої стала лінія фронту. Південна межа цієї зони майже збіглася з колишнім грузинським кордоном, хоча невелику смужку землі віддали Вірменії. В результаті Грузія позбулася частини своєї території. Вірменія придбала невеликий шматочок землі — зовсім не те, заради чого варто було починати конфлікт такого масштабу. Більш того — поки вірменська армія воювала на півночі, країна втратила серйозні території на півдні. В цілому після війни становище Вірменії стало гірше, ніж було до її початку. Крім того, обидві країни сильно зіпсували собі імідж. На тлі таких подій Європа зволікала з визнанням їхньої незалежності. Остаточно вирішити всі спірні питання передбачалося на Паризькій конференції.
У жовтні 1920 року Туреччина розпочала новий наступ на Південному Кавказі й Вірменія змушена була передати спірні території Грузії. Через три місяці радянська 11-а армія увірвалась до Закавказзя і Грузія з Вірменією перестали існувати як самостійні держави.
Військові — як грузинські, так і вірменські — вважали, що війну фактична виграла їхня сторона і звинувачували держави Антанти в тому, що вони своїм втручанням «вирвали перемогу з їх рук». У суспільствах обох країн виникла і зміцнилася відчуженість, запеклість і пожвавилися старі забобони проти сусіднього народу. Одним з результатів війни стала дестабілізація транспортного зв'язку між Грузією і Вірменією, що істотно ускладнило і без того досить плачевну економічну ситуацію в Вірменії, поставивши республіку в майже повну ізоляцію від зовнішнього світу.